# Atheta hybrida
Atheta hybrida es una especie de escarabajo del género Atheta, familia Staphylinidae. Fue descrita científicamente por Sharp en 1869.
Habita en Francia, Alemania, Suecia, Austria, Reino Unido, Dinamarca, Bélgica, España, Luxemburgo y Polonia.